# Nakai
Nakai, có khi viết là Nakay, (tiếng Lào: ມືອງນາກາຍ) là một muang (mường, huyện) thuộc tỉnh Khammouan ở trung Lào .